# Scinax pachycrus
Scinax pachycrus är en groddjursart som först beskrevs av Miranda-Ribeiro 1937.  Scinax pachycrus ingår i släktet Scinax och familjen lövgrodor. IUCN kategoriserar arten globalt som livskraftig. Inga underarter finns listade i Catalogue of Life.